# Eriocaulon wayanadense
Eriocaulon wayanadense är en gräsväxtart som beskrevs av Vivek, Swapna och K.K.Suresh. Eriocaulon wayanadense ingår i släktet Eriocaulon och familjen Eriocaulaceae. Inga underarter finns listade i Catalogue of Life.